# Hydraena exasperata
Hydraena exasperata är en skalbaggsart som beskrevs av Armand D'Orchymont 1935. Hydraena exasperata ingår i släktet Hydraena och familjen vattenbrynsbaggar. Inga underarter finns listade i Catalogue of Life.